# Peter Philipp von Herbert-Rathkeal
Freiherr Peter Philipp von Herbert-Rathkeal (* 1735 in Konstantinopel; † 23. Februar 1802 in ebenda) war ein österreichischer Diplomat.

## Herkunft
Er entstammt der irischen Familie Herbert of Pembroke, die mit Jakob II. auf den Kontinent floh. Er wurde von Johann von Herbert-Rathkeal begleitet, dieser ging nach dem Tod von Jakob II. nach Konstantinopel. Dort heiratete er Franziska von Scanderbeg, das Paar hatte 3 Söhne und 2 Töchter. Nach dem Tod ihres Mann wandte sich die Witwe an das diplomatische Korps in Pera. Die Kaiserin Maria Theresia gab eine Pension und schickte die zwei ältesten Söhne Thomas und Peter zur Ausbildung zu den Jesuiten. Sie kamen zur Joseph Franz, dem ersten Direktor der orientalischen Akademie in Wien. Der jüngste Sohn Johann Baptist († 3. Januar 1801) stieg im österreichischen Militär bis zum Feldmarschall-Lieutenant auf.

## Leben
Herbert-Rathkeal schloss sich 1750 dem Jesuitenorden an. Er studierte Philosophie in Wien und kam 1756 als Professor nach Triest. Bereits 1757 kam er nach Wien und wurde dort 1756 Präfekt und Korrepetitor in der orientalischen Akademie. Aber die Theologie lag ihm nicht, so verließ er mit Hilfe des Paters Meak den Orden. Über eine Empfehlung der Gräfin Maria Theresia von Stürgkh, geborene Cobenzl (* 28. Februar 1719; † November 1791) ging er nun in die Dienste zu deren Bruder dem Grafen Johann Karl Cobenzl. Dieser war bevollmächtigten Ministers in den Niederlanden und machte ihn zu seinem Bibliothekar. 1763 benötigte der General-Gouverneur Kaunitz einen Rechnungs- und Finanzgeschäften verständigen Beamten in der niederländischen Rechnungskammer in Wien. So kam Herbert-Rathkeal nach Wien und erarbeitete sich das Vertrauen des Hofrats Lederer und des Staatsrats Friedrich Binder von Kriegelstein. So wurde er 1767 zum Auditeur, 1775 zum conseiller à la chambre des comptes und 1777 zum wirklichen Hofrat bei der geheimen Hof- und Staatskanzlei. 1779 sollte Johann Ludwig von Cobenzl die Kaiserin bei dem Friedens-Kongreß in Teschen vertreten, war aber wegen Krankheit verhindert. So schickte die Kaiserin Philipp von Cobenzl, dieser erbat sich Herbert-Rathkeal als Berater. Im gleichen Jahr wurde Herbert-Rathkeal auch in den Freiherrenstand erhoben.
Nach dem erfolgreichen Abschluss hatte Herbert-Rathkeal die Wahl Kammerpräsident nach Brüssel oder als Internuntius nach Konstantinopel zu gehen. Er wechselte vom Innen- in das Außenministerium und ging 1780 nach Konstantinopel. Dieses war ein schwieriger Posten, was doch das Verhältnis zur Türkei vorwiegend durch die Türkenkriege geprägt. So war seine Zeit mit der Schlichtung von Streitigkeiten gefüllt, so 1786 beim Problemen mit österreichischen Schafhirten in der Moldau. Im Jahre 1787 unternahm Herbert die Reise nach Cherson, wo eine Konferenz zwischen dem österreichischen Kaiser und der russischen Zarin Katharina stattfand, dort wurde er nächste Krieg gegen die Türken vorbereitet. Kurz nach der Rückkehr nach Konstantinopel brach der Krieg aus. Der russische Botschafter wurde verhaftet und blieb die nächsten zwei Jahre in Gefangenschaft. Als auch Österreich 1788 den Krieg erklärte, konnte Herbert-Rathkeal nur ausreisen, da er sehr gute Kontakte zum Hof hatte. Er reiste nach Livorno und dann an den Hof von Kaiser Leopold II. Ende 1790 wurde er mit dem Minister Thugut zu Friedensverhandlungen nach Sistow. Seine Kenntnisse früherer Verträge und seine diplomatischen Fähigkeiten halfen für Österreich etliche vorteilhafte Bedingungen durchzusetzen.
Inzwischen war in Frankreich die Revolution ausgebrochen. Herbert-Rathkeal begann Untergebene für den Gesandtschaftsdienst im Orient auszubilden. Die für den Dolmetscherdienst ausgewählten Zöglinge wurde zu Armeniern in Pension gegeben. Sie durften keinen Kontakt zur Botschaft aufnehmen und mussten orientalische Tracht tragen. Dadurch sollten die nicht nur die Sprache, sondern auch die Sitten des Landes kennen lernen.
Herbert-Rathkeal blieb bis zu seinem Tod in Konstantinopel.

## Familie
Er heiratete die Freiin Maria Anna von Collenbach, Tochter von Heinrich Gabriel von Collenbach. Das Paar hatte fünf Kinder, darunter:
- Heinrich Constantin (* 15. März 1785; † 15. Juni 1847), Feldmarschall-Lieutenant ⚭ Amalie Degrazia von Podgozdam (* 5. Juli 1798; † 29. August 1874)
- Franzisca († 23. Mai 1853), Maltheser-Ordens-Dame ⚭ Graf Ernst Ludwig von Attems (* 9. März 1772; † 1851), Herrn zu Attimis und Campagna[3]
- Constantia (* 1785; † 21. Oktober 1829)[4][5] ⚭ Sir John Spencer Smith (* 11. September 1769; † 5. Juni 1845), englischer Diplomat
- Clementine (22. November 1786; † 5. April 1860) ⚭ 1804 Graf Karl von Strassoldo-Villanuova (* 13. Mai 1775; † 16. April 1834), k. k. wirklicher Kåmmerer[6]